# Hanafuda
Hanafuda (jap. 花札 hana-fuda; „kwiatowe karty”) – rodzaj japońskich kart do gry, wykorzystywanych do różnych gier karcianych. Obecnie używa się kart hanafuda także na Hawajach i w Korei. W latach 70. i 80. XX wieku była popularna wśród japońskiej mafii yakuza. 
Karty hanafuda wykorzystuje się do różnych gier. Najbardziej znane to: koi-koi, hachi-hachi, oicho-kabu.
Od 1889 roku do 1964 roku Nintendo  produkowało te karty.

## Karty
Talia składa się z 48 kart, podzielonych na 12 miesięcy. Karty zdobią tradycyjne motywy roślinne i zwierzęce. Każdy miesiąc jest symbolizowany przez inną roślinę.
Każdemu miesiącowi przyporządkowane są cztery różne karty z różnymi wartościami punktowymi. Typowy miesiąc składa się z dwóch kart z motywem roślinnym (1 punkt), jednej karty ze zwojem (5 punktów) i jednej karty z motywem zwierzęcym lub symbolicznym (10 lub 20 punktów).
| Miesiąc     | Roślina                     | Karty |
| ----------- | --------------------------- | --- |
| Styczeń     | Matsu (Sosna)               | 2 zwykłe (1 punkt), 1 zwój z wierszem (5 punktów) i 1 specjalna: Żuraw i Słońce (20 punktów)                                                  |
| Luty        | Ume (Morela japońska)       | 2 zwykłe (1 punkt), 1 zwój z wierszem (5 punktów) i 1 specjalna: Wierzbownik japoński (Horornis diphone) wśród kwiatów moreli (10 punktów)    |
| Marzec      | Sakura (Wiśnia)             | 2 zwykłe (1 punkt), 1 zwój z wierszem (5 punktów) i 1 specjalna: Kwiaty wiśni za zasłoną (20 punktów)                                         |
| Kwiecień    | Fuji (Wisteria)             | 2 zwykłe (1 punkt), 1 zwój (5 punktów) i 1 specjalna: Kukułka wśród wisterii (10 punktów)                                                     |
| Maj         | Shōbu (Irys)                | 2 zwykłe (1 punkt), 1 zwój (5 punktów) i 1 specjalna: Irysy i most (10 punktów)                                                               |
| Czerwiec    | Botan (Peonia)              | 2 zwykłe (1 punkt), 1 zwój (5 punktów) i 1 specjalna: Motyle wśród peonii (10 punktów)                                                        |
| Lipiec      | Hagi (Lespedeza krzewiasta) | 2 zwykłe (1 punkt), 1 zwój (5 punktów) i 1 specjalna: Dzik wśród lespedezy (10 punktów)                                                       |
| Sierpień    | Susuki (Miskant chiński)    | 2 zwykłe (1 punkt) i 2 specjalne: lecące gęsi (10 punktów) oraz Księżyc w pełni (20 punktów)                                                  |
| Wrzesień    | Kiku (Chryzantema)          | 2 zwykłe (1 punkt), 1 zwój (5 punktów) i 1 specjalna: Czarka sake (10 punktów)                                                                |
| Październik | Momiji (Klon palmowy)       | 2 zwykłe (1 punkt), 1 zwój (5 punktów) i 1 specjalna: Jeleń wśród jesiennych liści klonu (10 punktów)                                         |
| Listopad    | Yanagi (Wierzba)            | 1 burza (1 punkt), 1 zwój (5 punktów) i 2 specjalne: Jaskółka wśród wierzb (10 punktów) oraz Ono no Michikaze z parasolem i żaba (20 punktów) |
| Grudzień    | Kiri (Paulownia)            | 3 zwykłe (1 punkt, jedna karta jest zwykle inaczej zabarwiona), 1 specjalna: Feniks wśród paulowni (20 punktów)                               |

## Koi-koi
Koi-koi najbardziej znana i najłatwiejsza gra kartami hanafuda.
Oto przykład dla dwóch graczy:
Na początek kładzie się osiem odkrytych kart na stół, każdy gracz dostaje osiem kart. Pierwszy gracz wykłada kartę najlepiej z pasującym do którejś z leżących na stole kart miesiącem. Wtedy może zabrać swoją kartę i kartę z pasującym miesiącem ze stołu. Jeśli nie uda mu się dopasować karty to ta, którą wyłożył zostaje na stole. Następnie gracz bierze kartę z kupki i próbuje ją dopasować. Jeśli mu się uda, zabiera karty, jeśli nie, karta zostaje na stole. Gdy na stole znajdują się trzy karty z danego miesiąca, gracz może zgarnąć je wszystkie, dopasowując czwartą kartę. Kolejny gracz postępuje analogicznie. Każdy gracz wykłada zdobyte karty przed sobą tak, aby wszyscy je widzieli (odkryte). Rozgrywka toczy się w kierunku przeciwnym do wskazówek zegara. Celem gry jest zdobycie określonych układów kart. Gdy jeden z graczy zdobędzie taki układ, może zakończyć całą partię lub grać dalej, próbując zdobyć więcej punktów. 
Gdy po rozdaniu gracz posiada wszystkie cztery karty z danego miesiąca, wygrywa automatycznie.
Istnieje wiele wariantów regionalnych tej gry z różnym zestawem reguł.

## Hachi-hachi
Hachi-hachi (8-8) jest obok koi-koi najbardziej lubianą grą, podobną do pokera 